# Prefettura del pretorio delle Gallie
La prefettura del pretorio delle Gallie (latino: praefectura praetorio Galliarum) era una delle quattro prefetture del pretorio in cui era suddiviso amministrativamente e militarmente il tardo Impero romano. 

## Istituzione
Questa prefettura potrebbe essere stata istituita dopo la morte di Costantino I nel 337, quando l'Impero fu diviso tra i suoi figli e Costantino II ricevette le province occidentali, con un prefetto del pretorio come suo primo aiutante. Non si può escludere però che sia stata istituita una quindicina di anni prima, nel 320, quando al figlio primogenito Crispo, fu affidata la difesa militare della Gallia, affiancato da un prefetto del pretorio.

## Descrizione
La prefettura includeva le seguenti Diocesi:
- Gallia
- Vienne, anche detta Septem Provinciae
- Spagna
- Britannia

Dopo la definitiva divisione dell'Impero nel 395, entrò a far parte dell'Impero romano d'Occidente. La capitale della prefettura fu, fino al 407 (anche se alcune stime portano indietro questa data al 395), Augusta Treverorum, per poi essere spostata ad Arelate. Nel 477 la prefettura si dissolse, in quanto le aree sotto il suo controllo furono occupate dai Visigoti.
Nel 510 il re degli Ostrogoti Teodorico il Grande ricreò la prefettura per controllare la piccola porzione di Gallia che aveva appena conquistato, la Provenza, ponendo la capitale ad Arelate. Lo scioglimento definitivo si ebbe con la conquista dei Franchi, nel 536, quando gli Ostrogoti fronteggiavano l'invasione dell'Impero romano d'Oriente in Italia.

## Elenco dei prefetti del pretorio
- Gaio Annio Tiberiano (336-337)
- Fabio Tiziano (341-349)
- Gaio Ceionio Rufio Volusiano Lampadio (354-355)
- Onorato (355-357)
- Florenzio (357-360)
- Nebridio (360-361)
- Decimio Germaniano (361)
- Sesto Petronio Probo (366)
- Vivenzio (368-371)
- Claudio Antonio (376-377)
- Decimo Magno Ausonio (377-379)
- Siburio (379-382)
- Manlio Teodoro (382 circa)
- Proculo Gregorio (383 circa)
- Anonimo (sotto Magno Massimo, 384/5)
- Euodio (385-386)
- Costanziano (389)
- Neoterio (390)
- Ilario  (396, 19 marzo - 28 dicembre)[1]
- Teodoro (396/397)
- Vincenzo (397, 18 dicembre - 400)
- Andromaco  (401, 25 giugno)[1]
- Claudio Postumo Dardano (tra il 401 e il 404 o tra il 406 e il 407)
- Petronio (tra il 402 e il 408)
- Romuliano  (404, 22 aprile - 405, 6 agosto)
- Fl. Macrobio Longiniano (in Italia o Gallia; 406, 11 gennaio - 24 marzo)
- Limenio  (407?-408, 13 agosto)
- Apollinare  (tra il 408 e il 409; sotto Costantino III)
- Decimio Rustico  (409 circa - primavera 413; sotto Costantino III e Giovino)
- Claudio Postumo Dardano (II; 412, 7 dicembre - primavera 413)
- Giulio?  (418)[1]
- Agricola (prima del 418)
- Agricola II (17 aprile-23 maggio 418)
- Esuperanzio (424)
- Amazio (425, 9 luglio)[1]
- Ausiliare (435/437)
- Marco Mecilio Flavio Eparchio Avito (439-440)
- Cecina Decio Aginazio Albino (440, estate)
- Marcello  (441?-443)
- Anonimo  (448-449)
- Tonanzio Ferreolo (451-452/453)
- Prisco Valeriano  (prima del 456)
- Camillo (prima del 456/457, in Gallia o Italia)
- Peonio  (456-457)
- Magno  (tardo 457)
- Arvando (464-469)
- Magno Felice  (469)
- Eutropio  (470?)
- Polemio  (471?-472)
- Aureliano  o Protadio  (473, 29 aprile)[2]
- Pietro Marcellino Felice Liberio (510-534, sotto Teodorico)